# 29 settembre
«29 settembre» es una canción compuesta por el músico italiano Lucio Battisti y el letrista Mogol en 1966 y ganando popularidad en 1967 gracias a una versión interpretada por la banda italiana Equipe 84, alcanzando el puesto #1 en Italia por casi 5 semanas y dirigió a Battist en definitiva a su afirmación como compositor. La canción es notable por su sonido y letra, influenciado fuertemente en la psicodelia, tanto que también es conocida como “Sergeant Pepper's de Italia” por el impacto e influencia que tuvo en la escena musical de Italia.
En 1969, la canción fue interpretada por Battisti, y más tarde, por otros varios artistas en Italia. Es una de las canciones más conocidas y considerada como un clásico de la música pop italiana.

## Música y letra
La letra, compuesta por Mogol, cuanta la historia de un adulterio, el cual duró solamente un día y está hecho con ligereza, sin consecuencias en la otra relación sentimental del protagonista.
La historia se desarrolla durante dos días consecutivos. En el primero, el 29 de septiembre, el protagonista conoce a una chica en un bar. Casi sin darse cuenta, los dos entran en la intimidad y pasan toda la noche juntos, primero en el restaurante y luego bailando. Al día siguiente, el 30 de septiembre, el protagonista se despierta animado por un amor inalterado por su pareja habitual, tanto que se apresura a telefonearla declarándole su amor, como si nada hubiera pasado la noche anterior.

### Temática

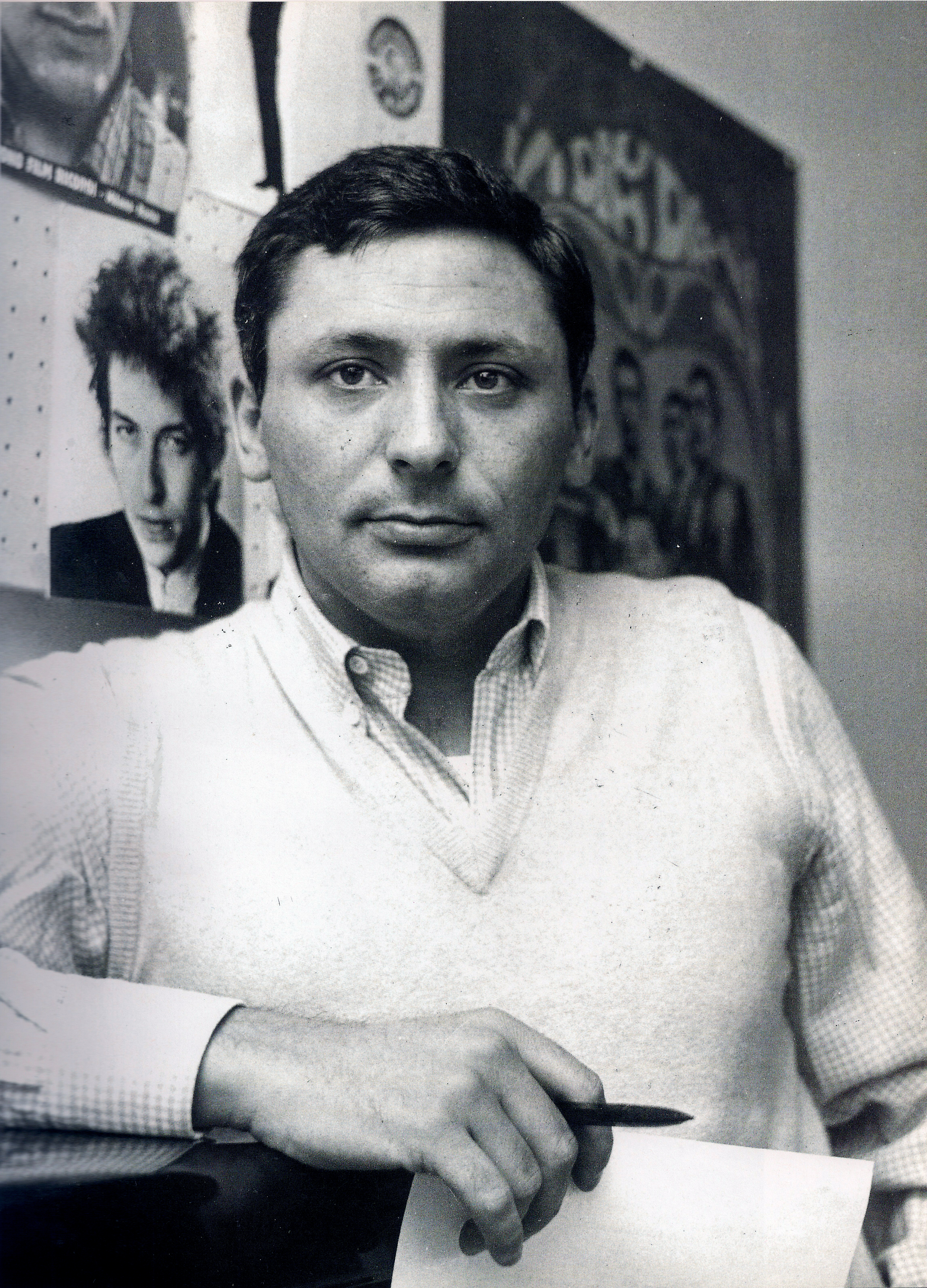
Mogol, autor de la canción, en 1968.

El tema central es el adulterio, un tema fuertemente innovador para la época. En la sociedad italiana de la década de 1960 el tema se consideraba casi un tabú; en la música pop, prevalecieron las canciones basadas en amores rosados e idealizados, mientras que el adulterio casi siempre fue retratado como una falta grave. El protagonista de «29 settembre», en cambio, no muestra arrepentimiento y no se siente culpable cuando regresa con su pareja; el paso de un solo día borró todo, y el protagonista ni siquiera recuerda los hechos de la noche anterior. El mensaje del «29 settembre», por tanto, anticipa la revolución sexual que se generalizaría el próximo año con el movimiento Sessantotto.

### Estilo
También en su forma y estilo, las letras eran extremadamente innovadoras y casi experimentales. La historia contada, de hecho, no es un solo episodio (como casi siempre sucedía en la música pop de la época) sino una historia compleja, que se desarrolla en dos días.
Además, manteniendo el orden cronológico, la letra tiene una trama relativamente compleja, que no coincide completamente con el curso de los acontecimientos. Los hechos del primer día no se cuentan desde una perspectiva contemporánea, sino que son re-evocados por el protagonista cuando se despierta, a la mañana siguiente: de hecho, todos los hechos del 29 de septiembre usan el tiempo verbal de imperfecto o passato remoto, mientras que aquellos del 30 de septiembre utilice el tiempo presente o como mucho passato prossimo. La canción, por tanto, se desarrolla íntegramente el día 30 de septiembre, pero la parte inicial está ocupada por un largo flashback en el que se recuerda el día anterior, volviendo en el presente solo al final.
La naturaleza del flashback del primer día también se ve reforzada por el estilo vago y amortiguado con el que se describen los eventos, dándoles la apariencia de un recuerdo indefinido, que emerge con dificultad de la mente: la sucesión de eventos es en efecto “arremolinándose”. y con trazos muy matizados, con muchas elipsis entre un evento y otro. Algunos detalles de la historia son marcadamente surrealistas y distorsionados, tanto para parecerse, según Renzo Stefanel, a los efectos de un viaje ácido. La narración es tan borrosa y surrealista que el oyente se mantiene con la duda de si la aventura extramarital realmente sucedió o si fue solo un sueño hecho antes de despertar.
De esta manera la psicodelia, hasta entonces un tema mayoritariamente musical, fue introducida por Mogol también en el ámbito de las letras.

### Título
De acuerdo a las declaraciones del autor de la letra, Mogol , el día en el que transcurre la historia (y por tanto el título de la canción) es un día cualquiera, que fue elegido sin ningún motivo en particular. Sin embargo, se señaló que la fecha del 29 de septiembre coincide con el cumpleaños de su esposa en ese momento, Serenella; este aspecto podría sugerir un carácter autobiográfico del texto, casi una confesión pública de una infidelidad realizada por el autor. Mogol, sin embargo, sostiene que fue una coincidencia, de la que se dio cuenta solo un día después de haber escrito la letra. Dijo que lamenta no haberle dedicado la canción desde el principio, mientras que su esposa (que conocía la proverbial desatención de Mogol) entendió que el homenaje no fue intencional y de hecho no le agradeció.

## Composición

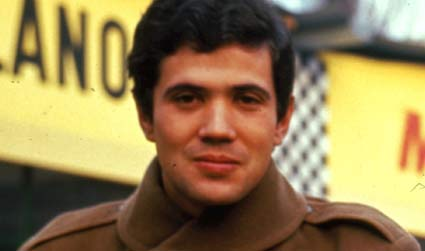
Lucio Battisti en 1967.

La composición de la canción data de a principios de otoño de 1966, sin embargo, la canción estuvo incompleta por un largo tiempo antes de ser finalizada.
Al inicio, Battisti y Mogol le propusieron la canción al músico Gianni Pettenati, pero el no estaba completamente convencido, por lo tanto, la rechazo.
En febrero de 1967, justo al final del Festival de Música de Sanremo, Battisti resumió la composición de la canción y finalmente la completo.

## Versión de Equipe 84

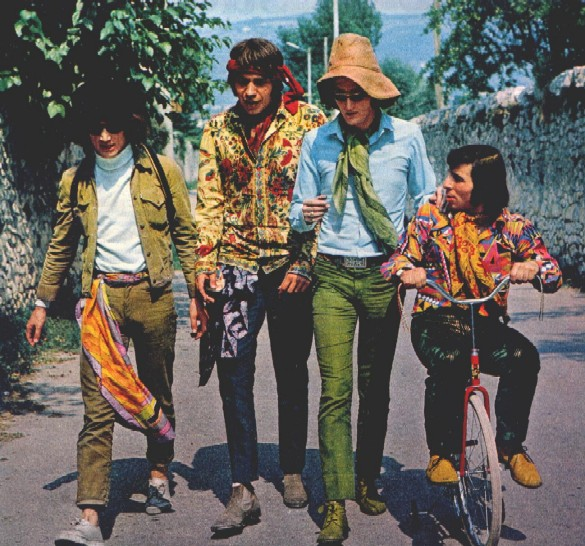
Equipe 84 en los años 1960.

La canción, sin embargo, también llegó a oídos de Maurizio Vandelli, líder de Equipe 84 , quien la valoró mucho y entendió estar frente a un potencial éxito: así que Vandelli comenzó a pedirle a Mogol y Battisti que tuvieran la canción para su banda.
Equipe 84 estaba en la cima de la popularidad en ese momento, y poco antes de que fuera definido por John Lennon como “el más actualizado entre las bandas italianas”; siendo el autor de una canción interpretada por Equipe 84, la que le habría dado a cualquiera una gran importancia. Entonces Battisti renunció a cantarlo personalmente y decidió cederla, a pesar de que Mariano Detto insistió en que era la canción adecuada para lanzar su carrera como cantante. Para el sencillo en solitario, Battisti tuvo que recurrir a los dos temas menos conocidos, «Luisa Rossi» y «Era», que tuvieron poco éxito.
Fue la primera canción de Battisti interpretada por Equipe 84, una asociación que posteriormente continuó con tres canciones más: «Nel cuore, nell'anima, Ladro» y «Hey ragazzo».

### Grabación y producción

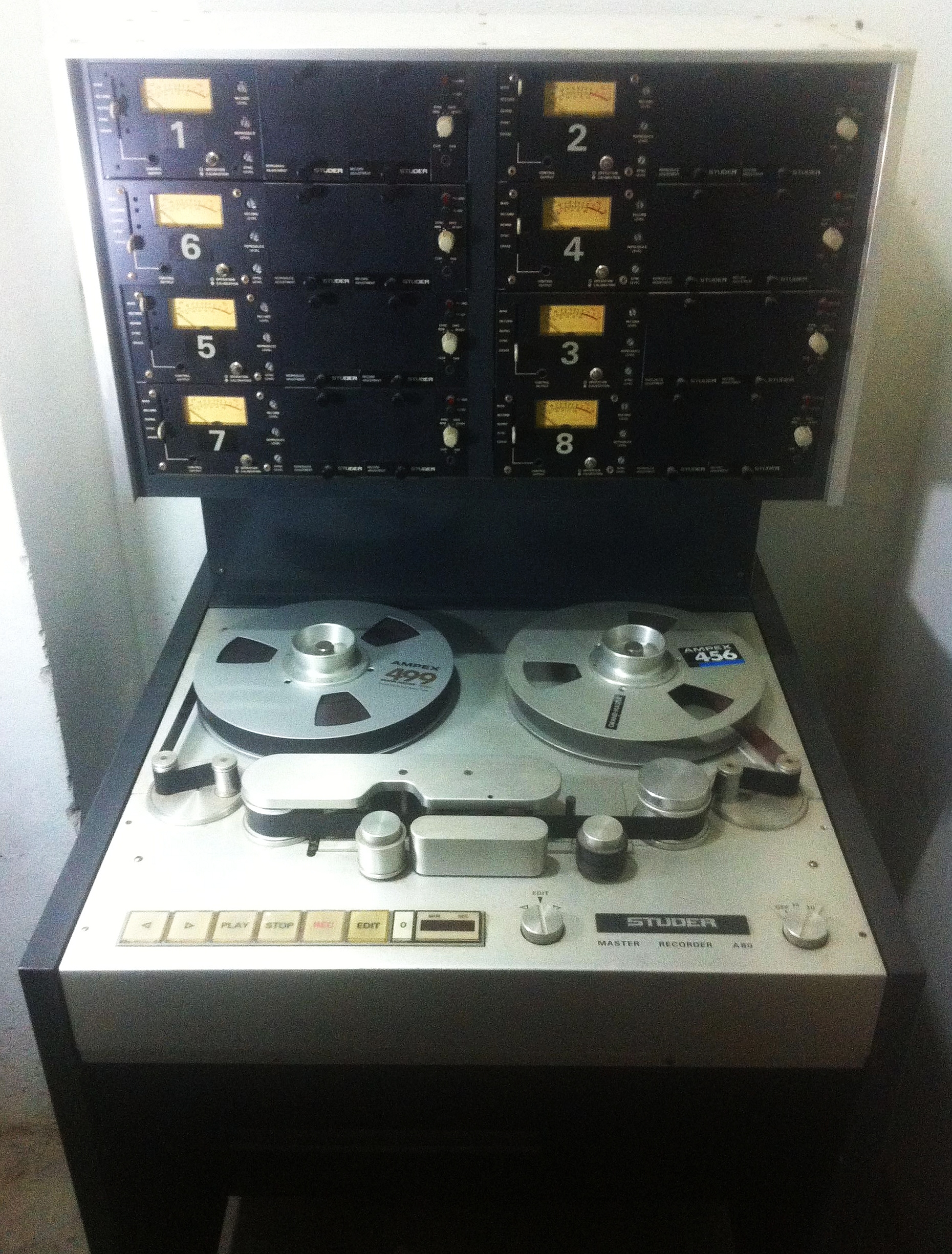
Un cartucho de 8 pistas de la época.

La producción artística de la canción estuvo a cargo del propio Vandelli.
La grabación tuvo lugar en los estudios Ricordi en Milán. Unas semanas antes, el estudio había sido equipado con una grabadora de ocho pistas, la primera en un estudio de grabación italiano: por lo que «29 settembre» fue la primera canción en Italia que se grabó completamente con este nuevo equipo.
Vandelli le dio mucha importancia a la investigación sonora, razón por la cual la grabación de la canción duró mucho tiempo. Vandelli usó el estudio durante tantas horas que enfureció a los ejecutivos de Ricordi, quienes se quejaron de los costos excesivos.
La canción, en el momento de la grabación, aún no tenía título.
Durante la grabación, se decidió insertar en la canción la voz de un locutor de radio que, al leer la noticia del boletín radial, pronuncia la fecha actual, facilitando la comprensión de la cronología de la historia contada. No está claro quién tuvo esta idea: Maurizio Vandelli, Mogol y el gerente de producción de Ricordi, Paolo Ruggeri, se llevaron el mérito.
En la canción, Maurizio Vandelli tocaba la guitarra y la voz solista, Alfio Cantarella la batería, Franco Ceccarelli la guitarra y los coros, mientras que Victor Sogliani el bajo y los coros.
La transferencia se realizó el 20 de marzo de 1967.

### Lanzamiento
La canción fue publicado como sencillo el 20 de marzo de 1967, en un sonido monoaural, junto con «È dall'amore che nasce l'uomo» como lado B.
La fotografía de la portada, la cual presenta una atmósfera psicodélica, fue tomada por Mario Schifano.
El 21 de septiembre de 1968, la canción fue incluida en el álbum Stereoequipe, donde fue publicado por primera vez en sonido estereofónico.

### Recepción de la crítica
El sencillo alcanzó el puesto #1 en Italia el 10 de junio de 1967 y se mantuvo en esa posición durante 5 semanas.
La canción se convirtió en la ganadora del concurso emitido por la popular transmisión de radio de la RAI Bandiera gialla (“bandera amarilla”) y, por lo tanto, fue galardonada con el “disco amarillo”.

### Versión en inglés
En 1967, la banda grabó una versión en inglés de la canción con el título «29th September», con letras traducidas por Tommy Scott. Fue publicada como sencillo en el Reino Unido y en los Estados Unidos, más tarde, apareció en el álbum recopilatorio de 2008, Let's Ride (Fairytales Can Come True Volume 3).

### Video musical

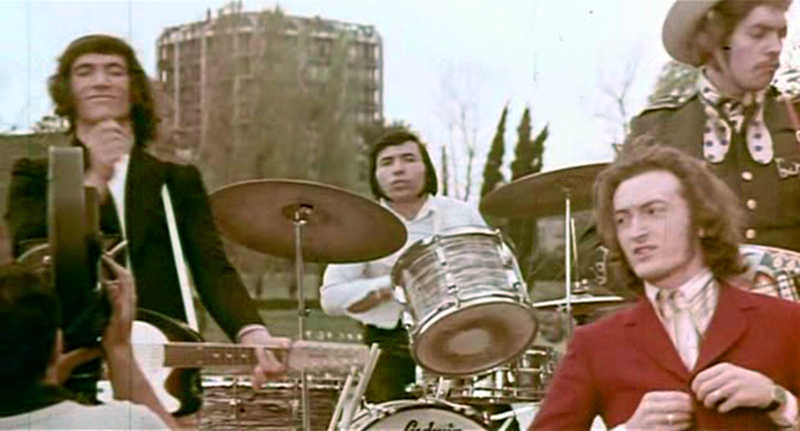
Equipe interpretando «29 settembre» en I ragazzi di Bandiera Gialla.

La banda interpretó la canción dentro de la película de 1967, I ragazzi di Bandiera Gialla. El videoclip fue dirigido por Mariano Laurenti, ubicado en un bar de Laghetto dell'Eur, Roma.

## Versión de Lucio Battisti
A principios de 1969, Battisti, que ahora comenzaba a consolidarse como cantante, decidió grabar su propia versión de la canción, para incluirla en su álbum debut, Lucio Battisti.

### Grabación y producción
Battisti grabó su versión principalmente en los estudios de Sax Records en Milán. Las sesiones tuvieron lugar el 13 de enero de 1969 hasta el 22 de enero; las pistas rítmicas se grabaron el 23 de enero.
Por fin, en febrero, se agregaron los overdubs de cuerdas y trompas en los estudios Ricordi de Milán. El traslado tuvo lugar el 21 de febrero de 1969.

### Música
Battisti dio una interpretación más “clásica” y menos experimental que la versión de Equipe 84. En primer lugar, eliminó el locutor de radio locutor, un elemento fuertemente innovador en la versión de Equipe, que ya no se consideró necesario (ya que la historia contada ahora era ampliamente conocida por el público y no había necesidad de facilitar su comprensión).
La elección de instrumentos musicales también es más tradicional: el arreglo consiste en una maraña de guitarras, bajo y flautas, mientras que no hay batería en absoluto.
Según Renzo Stefanel, la versión de Battisti también es psicodélica, pero está inspirada en Buffalo Springfield, Peter, Paul & Mary y Tyrannosaurus Rex, en lugar de Byrds y Love, quienes inspiraron la versión de Equipe.
La principal innovación es la interpretación vocal de Battisti, que en opinión de Stefanel es superior a la de Maurizio Vandelli. En particular, los dos últimos versos, en los que el protagonista se ríe por teléfono, son interpretados por Battisti de una manera sumamente expresiva, rizando el canto con una risa forzada, que transpone a la música el significado de la letra.
Cuerdas y bronces, al principio discretos, luego adquieren un protagonismo más importante, y finalmente dan como resultado una coda instrumental que cierra la pista. Según Stefanel, la coda arroja una luz ambigua sobre el estado de ánimo del protagonista, dejando abierto si el regreso con su pareja es realmente feliz o realmente forzado.

### Lanzamiento y recepción
La versión de Battisti fue publicado el 5 de marzo de 1969 en su álbum debut homónimo de Lucio Battisti.

### Interpretaciones en vivo
Battisti interpretó una porción de la canción en su aparición en el programa de televisión de RAI Speciale per voi el 15 de abril de 1969  y en su totalidad en la transmisión radial Per voi giovani en diciembre de 1971, en ambos casos, acompañado de una guitarra acústica. La canción también se interpretó a menudo durante su gira de verano de 1969.

## Otras versiones
Con el tiempo, la canción ha sido reinterpretada por muchos otros artistas: 
- El músico Mario Battaini la interpretó en 1967.[3]
- Gianni Nazzaro, bajo el seudónimo de Buddy, la versionó en 1967.[3]
- Mina Mazzini la grabó para su álbum de 1975 Minacantalucio,[3] con arreglos hechos por Gabriel Yared.[12]
- La banda italiana de pop rock, Dik Dik la grabó en 1989 para su álbum Canta Battisti Cantaitalia.[12]
- La banda británica de rock psicodélico, the Bevis Frond grabó una versión en inglés en 1983, titulada «29th September», publicada como lado B del sencillo «Let's live for today» a través de Helter Skelter Records.[3]
- El supergrupo italiano Adelmo e i suoi Sorapis la interpretó en vivo en 1997.[12]
- La cantante italiana Ornella Vanoni grabó la canción en 2001 para su álbum Un panino una birra e poi...,[3] con arreglos hechos por Mario Lavezzi y Carlo Gargioni.[12]
- La banda italiana Pooh interpretaron la canción en 2008 para su álbum Beat ReGeneration.[3]